# Єнбекші (Тюлькубаський район)
Єнбекші́ (каз. Еңбекші) — село у складі Тюлькубаського району Туркестанської області Казахстану. Входить до складу Машатського сільського округу.
Населення — 389 осіб (2021; 442 у 2009, 418 у 1999, 390 у 1989).